# Primera División 1923 (AAm)
La Primera División 1923, organizzata dalla Asociación Amateurs de Football, si concluse con la vittoria del San Lorenzo.

## Classifica finale
| Pos. | Squadra                     | Pt | G  | V  | N | P  | GF | GS | DR  |
| ---- | --------------------------- | -- | -- | -- | - | -- | -- | -- | --- |
| 1.   | San Lorenzo                 | 35 | 20 | 17 | 1 | 2  | 34 | 13 | +21 |
| 2.   | Independiente               | 32 | 20 | 15 | 2 | 3  | 40 | 8  | +32 |
| 3.   | River Plate                 | 29 | 20 | 14 | 3 | 3  | 29 | 12 | +17 |
| 4.   | Racing Club                 | 28 | 20 | 14 | 1 | 5  | 46 | 16 | +30 |
| 4.   | Barracas Central            | 28 | 20 | 12 | 4 | 4  | 24 | 13 | +11 |
| 6.   | Gimnasia y Esgrima La Plata | 24 | 20 | 11 | 2 | 7  | 23 | 14 | +9  |
| 7.   | Sportivo Almagro            | 20 | 20 | 6  | 8 | 6  | 20 | 19 | +1  |
| 8.   | San Isidro                  | 19 | 20 | 7  | 5 | 8  | 27 | 24 | +3  |
| 8.   | Vélez Sarsfield             | 19 | 20 | 8  | 3 | 9  | 20 | 25 | -5  |
| 8.   | Sportivo Buenos Aires       | 19 | 20 | 8  | 3 | 9  | 21 | 29 | -8  |
| 8.   | Argentino del Sud           | 19 | 20 | 7  | 5 | 8  | 13 | 19 | -6  |
| 12.  | Tigre                       | 18 | 20 | 7  | 4 | 9  | 20 | 25 | -5  |
| 13.  | Platense                    | 17 | 20 | 6  | 5 | 9  | 20 | 25 | -5  |
| 14.  | Quilmes                     | 16 | 20 | 7  | 2 | 11 | 28 | 33 | -5  |
| 14.  | Atlanta                     | 16 | 20 | 6  | 4 | 10 | 19 | 29 | -10 |
| 14.  | Banfield                    | 16 | 20 | 5  | 6 | 9  | 14 | 24 | -10 |
| 17.  | Defensores de Belgrano      | 15 | 20 | 4  | 7 | 9  | 17 | 18 | -1  |
| 17.  | Ferro Carril Oeste          | 15 | 20 | 6  | 3 | 11 | 12 | 26 | -14 |
| 19.  | Estudiantil Porteño         | 13 | 20 | 3  | 7 | 10 | 17 | 36 | -19 |
| 20.  | Estudiantes Buenos Aires    | 11 | 20 | 2  | 7 | 11 | 12 | 31 | -19 |
| 21.  | Lanús                       | 8  | 20 | 2  | 4 | 14 | 17 | 34 | -17 |

## Classifica marcatori[1]
| Gol |  |  | Giocatore      | Squadra     |
| --- |  |  | -------------- | ----------- |
| 15  |  |  | Martín Barceló | Racing Club |